# 上総木綿
上総木綿（かずさもめん）とは、江戸時代後期から大正期にかけて上総国山辺郡・長柄郡・武射郡（明治後期以後は千葉県山武郡・長生郡に再編される）を中心に生産された木綿のこと。
九十九里浜沿岸の砂丘地帯上の台地（現在の成東－東金－大網－茂原一帯）を中心として江戸時代より農家の副業として木綿の生産が盛んになっていた。文化年間以後、茂原や下総国八日市場の商人らがこの地域の木綿を各地で販売してその質実堅牢ぶりが評価されて生産が高まった。幕末に入ると高機の導入なども図られたが、農家の副業としての性格上により専業機屋の発生をみなかった。明治7年（1875年）には太織8.2万反・縞4.8万反をはじめとして年間14.5万反が生産されて最盛期を迎えたが、以後は専業生産地との競争に敗れて急激に衰退していった。